# Radoslav Katičić
Radoslav Katičić, hrvaški filolog, indoevropeist, primerjalni jezikoslovec, univerzitetni profesor in akademik, * 3. julij 1930, Zagreb, † 10. avgust 2019, Dunaj, Avstrija.
Katičić je bil profesor na Univerzi na Dunaju (prej na Filozofski fakulteti v Zagrebu) in član Hrvaške akademije znanosti in umetnosti (bivše Jugoslovanske akademije znanosti in umetnosti), Avstrijske akademije znanosti, Akademije znanosti in umetnosti Bosne in Hercegovine in Norveške akademije znanosti.